# Рижих Інна Володимирівна
Інна Володимирівна Рижих (15 листопада 1985, Дніпропетровськ, Українська РСР, СРСР) — професійна українська тріатлоністка. Призерка чемпіонатів Європи в естафеті. Майстер спорту України міжнародного класу. 

## Біографічні відомості
Срібний призер чемпіонату України 2010 року та постійний член національної збірної.
На чемпіонаті Європи в Кіцбуелі (15 серпня 2010 р.) Рижих посіла третє місце в індивідуальному рейтингу та перше місце в командному рейтингу разом з Юлією Сапуновою та Вікторією Качан.
2013 року перемогла на етапі Кубка Азії, що проходив у Казахстані.

## Досягнення
Чемпіонат Європи в єстафеті
- Друге місце (1): 2011
- Третє місце (1): 2012

## Статистика
За шість років з 2005 до 2010 року, Рижих брала участь у 21 турнірі, що проходили під егідою Міжнародного союзу тріатлону:
| Дата       | Турнір                      | Місце            | Ранг |
| ---------- | --------------------------- | ---------------- | ---- |
| 2005-07-17 | Чемпіонат Європи (U23)      | Софія            | DNF  |
| 2005-08-14 | Світовий кубок              | Тисауйварош      | 28   |
| 2006-06-23 | Чемпіонати Європи           | Отен             | DNF  |
| 2006-07-08 | Чемпіонат Європи (U23)      | Рієка            | 26   |
| 2006-08-13 | Кубок світу                 | Тисауйварош      | DNS  |
| 2006-09-17 | Преміум-Кубок Європи        | Кендзежин-Козьле | 14   |
| 2006-10-18 | Преміум-Кубок Європи        | Аланія           | 17   |
| 2007-05-20 | Преміум-Кубок Європи        | Санремо          | DNS  |
| 2007-07-21 | Чемпіонат Європи (U23)      | Куопіо           | 14   |
| 2007-09-09 | Преміум-Кубок Європи        | Кендзежин-Козьле | DNF  |
| 2007-10-24 | Преміум-Кубок Європи        | Аланія           | DNF  |
| 2008-05-18 | Кубок Європи                | Брно             | DNF  |
| 2008-06-14 | Кубок Європи                | Балатонфюрер     | 13   |
| 2008-07-13 | Кубок світу                 | Тисауйварош      | 22   |
| 2008-07-27 | Преміум-Кубок Європи        | Познань          | DNF  |
| 2009-07-25 | Кубок Європи та Балкани     | Варна            | 4    |
| 2009-08-30 | Преміум-Кубок Європи        | Кендзежин-Козьле | 19   |
| 2010-04-17 | Кубок Європи                | Анталія          | 4    |
| 2010-05-22 | Кубок Європи                | Сенець           | DNF  |
| 2010-06-27 | Преміум-Кубок Європи        | Brasschaat       | 7    |
| 2010-07-10 | Світовий кубок              | Голтен           | DNF  |
| 2010-08-21 | Чемпіонати світу зі спринту | Лозанна          | 40   |
| 2010-09-19 | Кубок Європи та Балкани     | Лутракі          | 4    |
| 2011-04-03 | Кубок Європи                | Анталія          | 13   |
| 2011-05-15 | Кубок Азії                  | Сеул             | 5    |
| 2011-06-24 | Чемпіонати Європи           | Понтеведра       | 31   |
| 2011-07-03 | Кубок Європи                | Пенза            | 6    |

Скорочення:
1. DNF — не фінішувала.
2. DNS — була у заявці, але не стартувала.